# Ananas bracteatus
Ananas bracteatus là một loài thực vật có hoa trong họ Bromeliaceae. Loài này được (Lindl.) Schult. & Schult.f. mô tả khoa học đầu tiên năm 1830.

## Hình ảnh

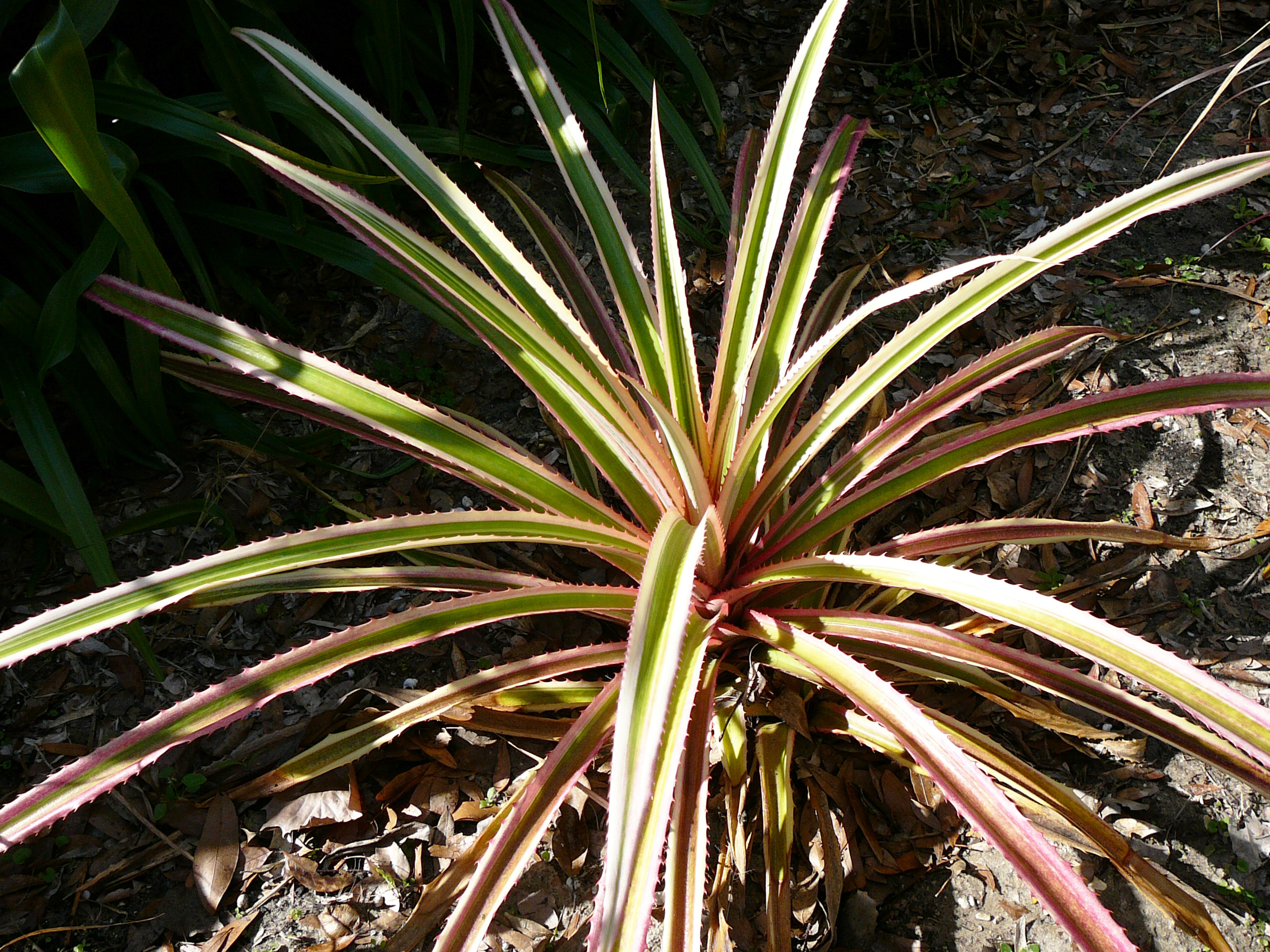
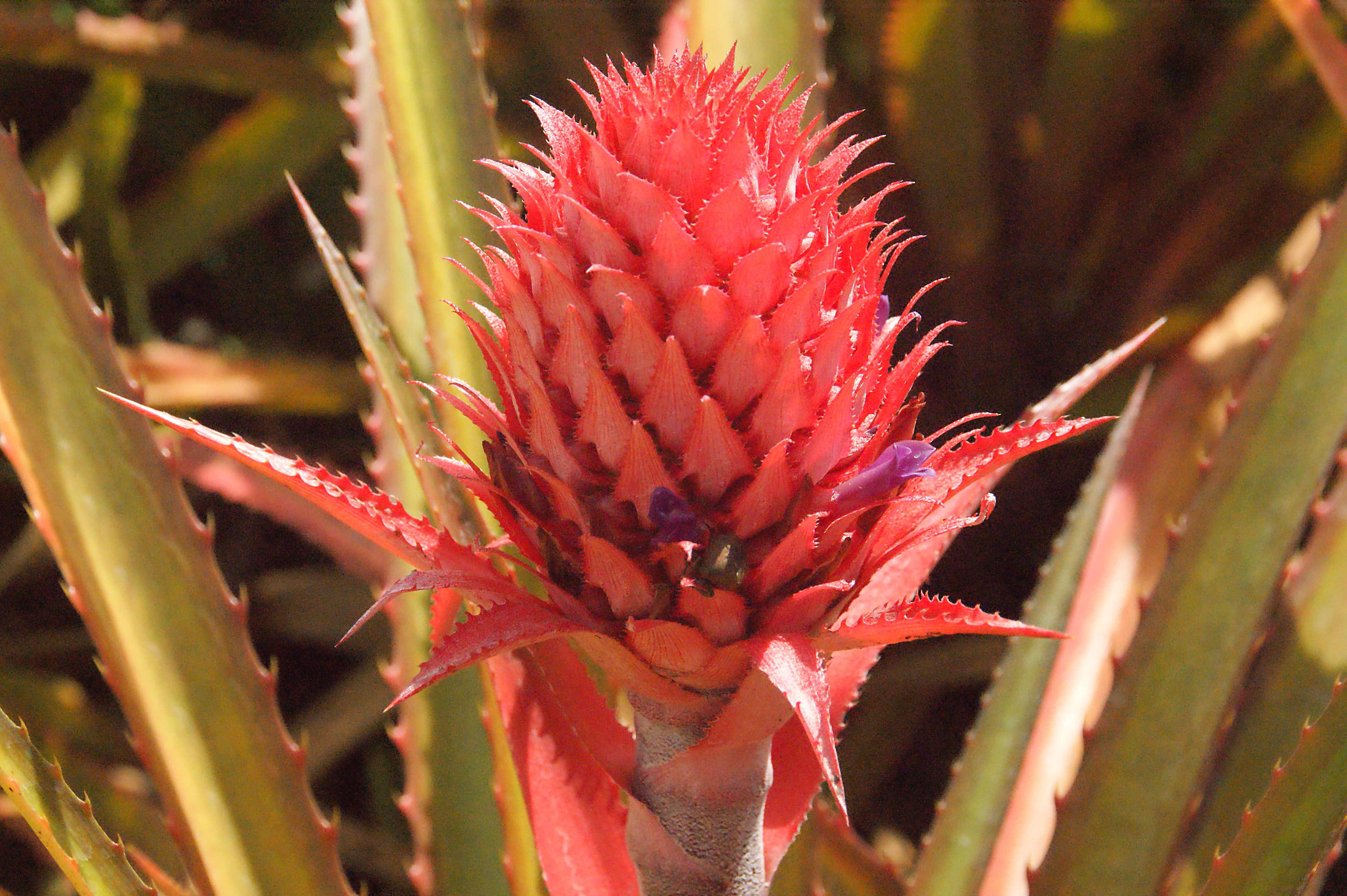
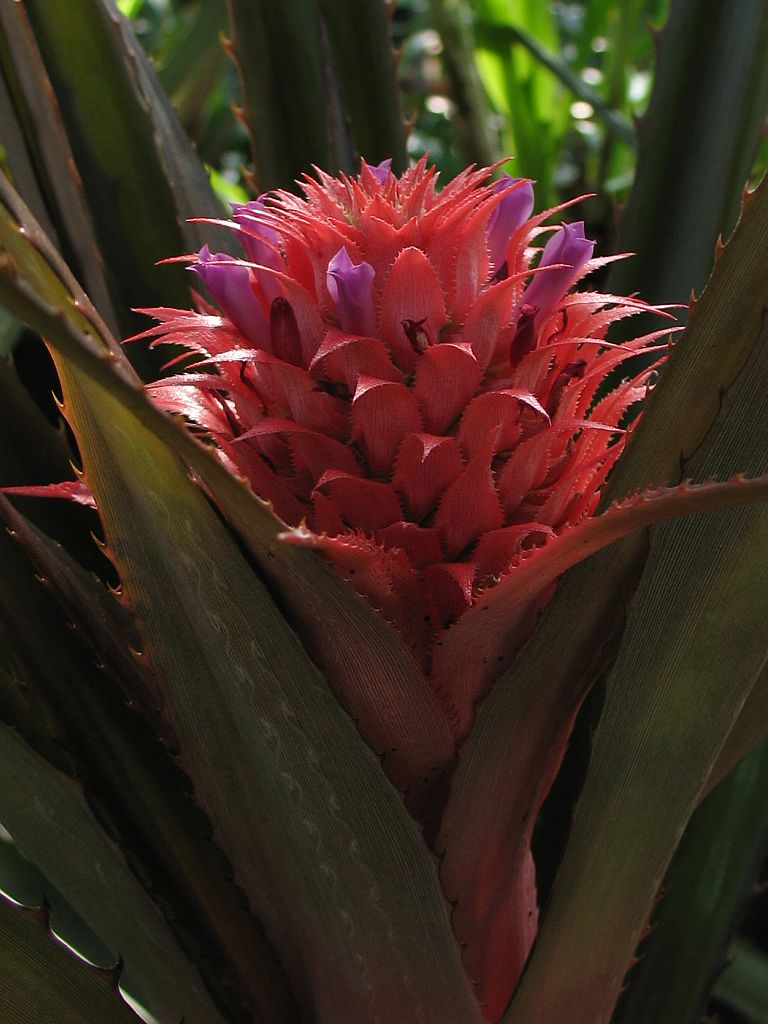
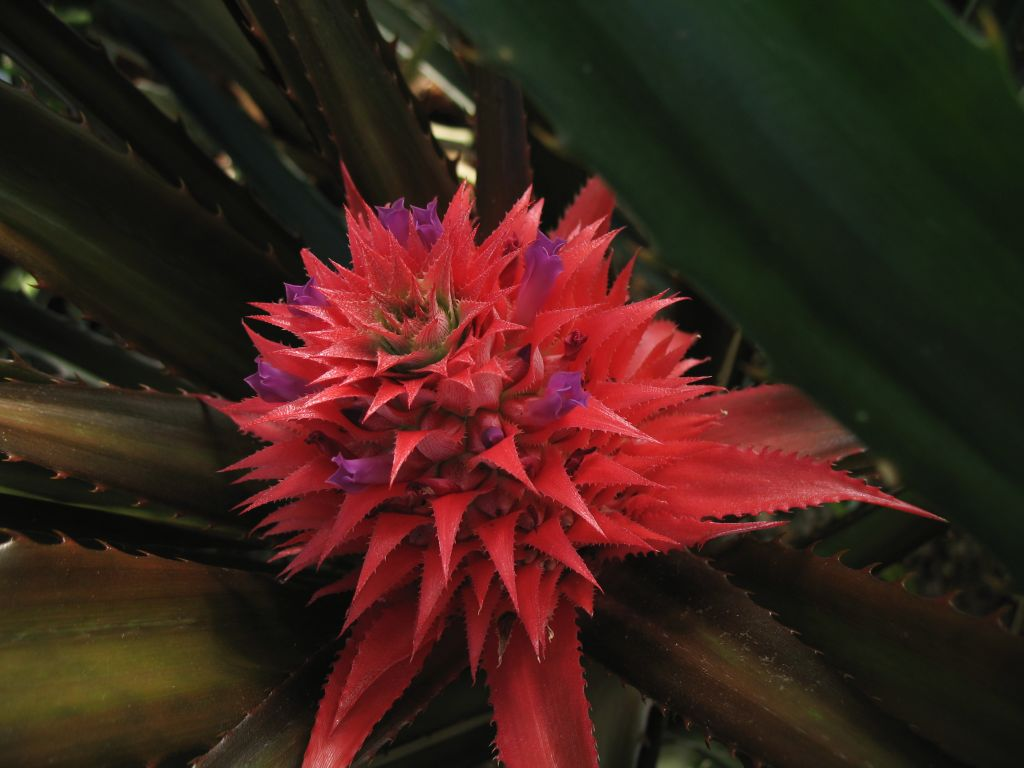